# Artritis psoriàsica
L'artritis psoriàsica (o, artropatia psoriàsica) és un tipus d'artritis inflamatòria que afecta a persones que pateixen la psoriasi. L'artritis psoriàsica es diu que és una espondiloartropatia seronegativa. Més del 80% dels pacients amb artritis psoriàsica tindrà lesions psoriàsiques en les ungles puntejades caracteritzades per petits clotets o depressions punctiformes, o més extrema, la pèrdua de l'ungla en si (onicòlisi).
Es creu que la genètica està fortament implicada en el desenvolupament de l'artritis psoriàsica. Es creu que l'obesitat i certes formes de psoriasi augmenten el risc.
El tractament de l'artritis psoriàsica és similar a la de l'artritis reumatoide.
L'artritis psoriàsica afecta fins a un 30% de les persones amb psoriasi i es produeix tant en nens com en adults.
L'artritis psoriàsica pot desenvolupar-se a qualsevol edat, no obstant això, de mitjana, tendeix a aparèixer al voltant de 10 anys després dels primers símptomes de la psoriasi. Per a la majoria de la gent això és entre les edats de 30 i 50, però també pot afectar els nens. En aproximadament un de cada set casos, els símptomes de l'artritis pot ocórrer abans de qualsevol afectació de la pell. Aproximadament el 40-50% dels individus amb artritis psoriàsica tenen el genotip HLA-B27. La malaltia és menys freqüent en persones d'ascendència asiàtica o africana i afecta per igual homes i dones.